# Björn Borg
Björn Rune Borg [bjœːɳ bɔrj], švedski tenisač, 6. junij 1956, Södertälje, Švedska.
Borg je med letoma 1974 in 1981 zmagal na enajstih turnirjih za Grand Slam. Šestkrat je osvojil Odprto prvenstvo Francije, petkrat zapored pa Odprto prvenstvo Anglije. Med letoma 1977 in 1981 je bil skupno 109 tednov vodilni na lestvici ATP, največ tednov zapored pa 46. Zaradi tega velja za enega najboljših tenisačev v zgodovini športa. 
Med svojo relativno kratko profesionalno kariero je Borg osvojil 41% turnirjev na Grand Slam, na katerih je nastopil (11 od 27-ih), in dobil 89,81% (141–16) tekem na turnirjih za Grand Slam, oboje sta rekordna dosežka v eri Odprtih prvenstev. Je eden štirih tenisačev, ki so v istem letu zmagali tako na Odprtem prvenstvu Francije, kot tudi Anglije, in edini, ki mu je to uspelo trikrat zapored. Ob tem je zmagal tudi na petnajstih turnirjih prvenstvene serije, predhodnice turnirjev Masters 1000. Na turnirju za Odprto prvenstvo Avstralije je nastopil le enkrat v starosti sedemnajstih let in izpadel v tretjem krogu.

## Finali Grand Slamov (16)

### Zmage (11)
| Leto | Turnir                        | Nasprotnik v finalu | Rezultat finala             |
| 1974 | Odprto prvenstvo Francije     | Manuel Orantes      | 2–6, 6–7(1), 6–0, 6–1, 6–1  |
| 1975 | Odprto prvenstvo Francije (2) | Guillermo Vilas     | 6–2, 6–3, 6–4               |
| 1976 | Odprto prvenstvo Anglije      | Ilie Năstase        | 6–4, 6–2, 9–77–6(9), 6–4    |
| 1977 | Odprto prvenstvo Anglije (2)  | Jimmy Connors       | 3–6, 6–2, 6–1, 5–7, 6–4     |
| 1978 | Odprto prvenstvo Francije (3) | Guillermo Vilas     | 6–1, 6–1, 6–3               |
| 1978 | Odprto prvenstvo Anglije (3)  | Jimmy Connors       | 6–2, 6–2, 6–3               |
| 1979 | Odprto prvenstvo Francije (4) | Víctor Pecci        | 6–3, 6–1, 6–7(6), 6–4       |
| 1979 | Odprto prvenstvo Anglije (4)  | Roscoe Tanner       | 6–7(4), 6–1, 3–6, 6–3, 6–4  |
| 1980 | Odprto prvenstvo Francije (5) | Vitas Gerulaitis    | 6–4, 6–1, 6–2               |
| 1980 | Odprto prvenstvo Anglije (5)  | John McEnroe        | 1–6, 7–5, 6–3, 6–7(16), 8–6 |
| 1981 | Odprto prvenstvo Francije (6) | Ivan Lendl          | 6–1, 4–6, 6–2, 3–6, 6–1     |

### Porazi (5)
| Leto | Turnir                   | Nasprotnik v finalu | Rezultat finala               |
| 1976 | Odprto prvenstvo ZDA     | Jimmy Connors       | 6–4, 3–6,                     |
| 1978 | Odprto prvenstvo ZDA (2) | Jimmy Connors       | 6–4, 6–2, 6–2                 |
| 1980 | Odprto prvenstvo ZDA (3) | John McEnroe        | 7–6(4), 6–1, 6–7(5), 5–7, 6–4 |
| 1981 | Odprto prvenstvo Anglije | John McEnroe        | 4–6, 7–6(1), 7–6(4), 6–4      |
| 1981 | Odprto prvenstvo ZDA (4) | John McEnroe        | 4–6, 6–2, 6–4, 6–3            |